# Проекция Альберса

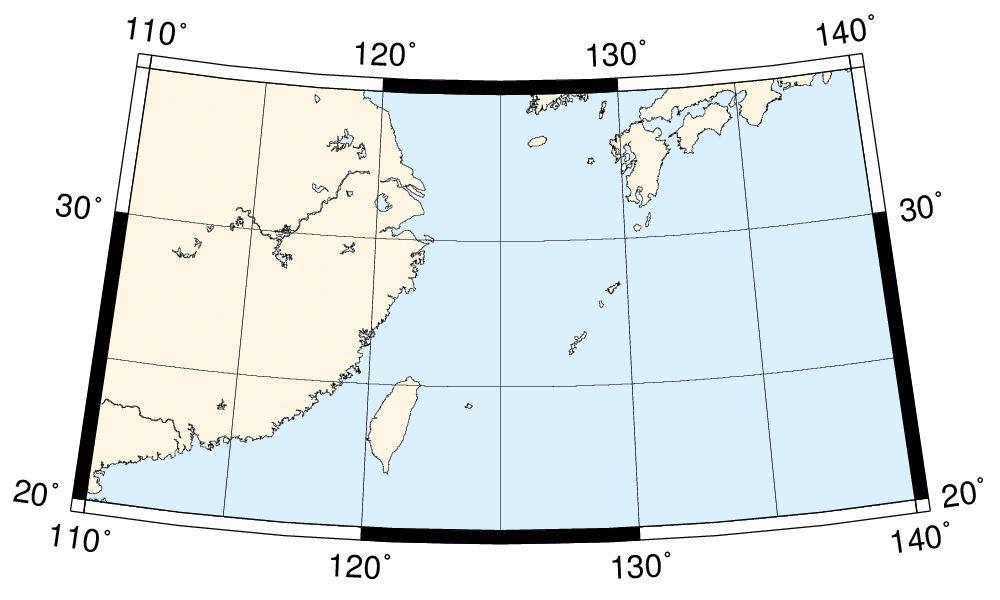
Пример карты в проекции Альберса

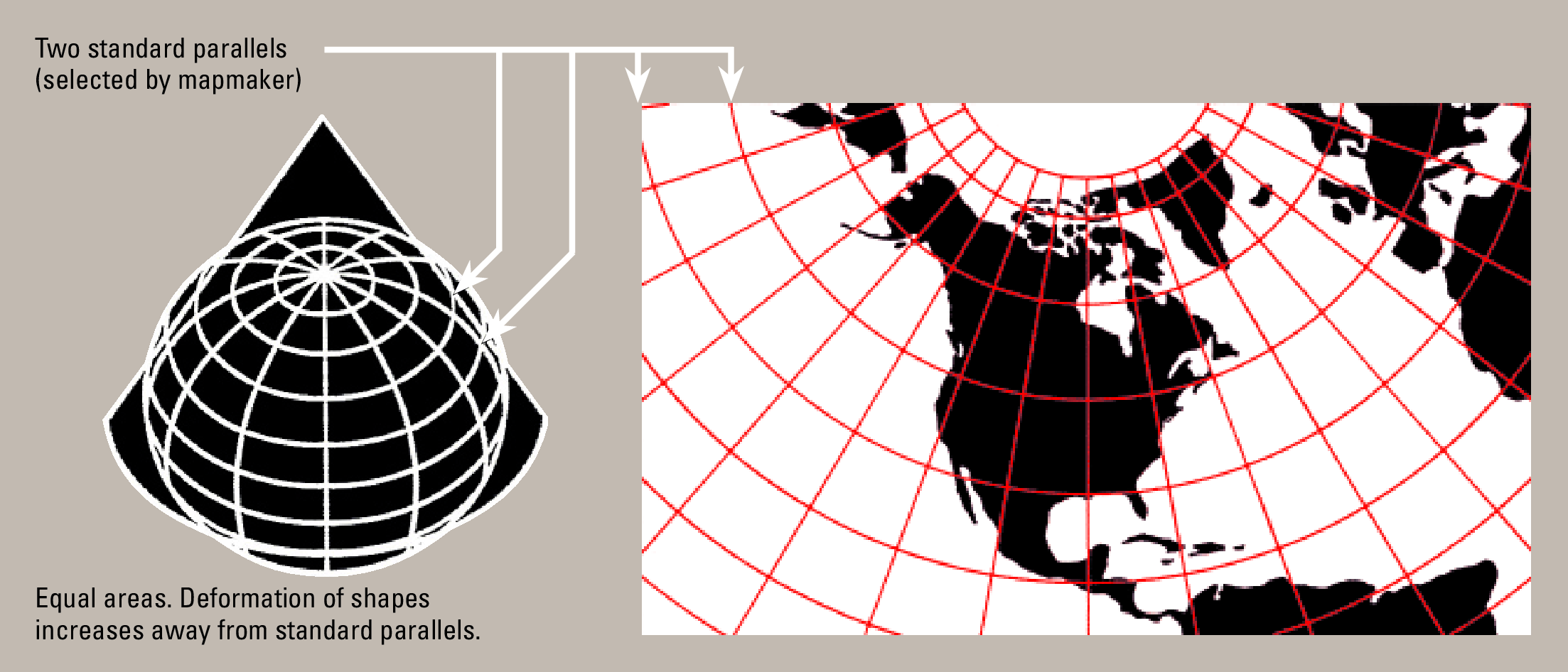
Проекция Альберса сохраняет площадь объектов, но искажает углы и форму контуров.

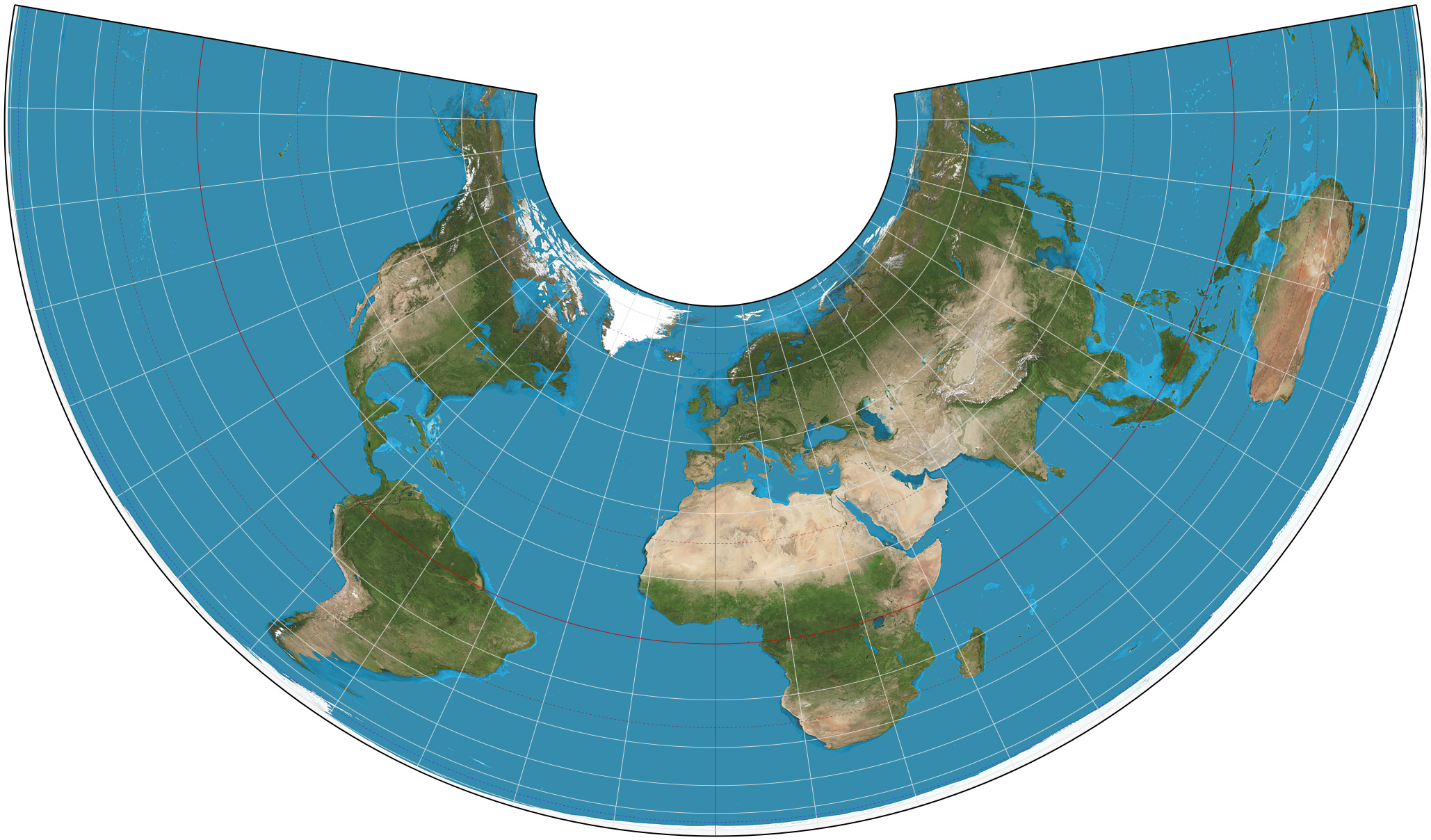
Мир в проекции Альберса с главными параллелями 20°СШ and 50°СШ.

Проекция Альберса (равновеликая коническая проекция Альберса) — картографическая проекция, разработанная в 1805 году немецким картографом Хейнрихом Альберсом (1773—1833). Используется для изображения регионов, вытянутых в широтном направлении (с запада на восток). Проекция коническая, сохраняющая площадь объектов, но искажающая углы и форму контуров. Параллели в этой проекции отображаются в виде концентрических окружностей, а меридианы — в виде прямых, проходящих через одну точку. Переменными проекции являются две главные параллели, искажения на которых равны нулю.
Проекция Альберса принята для изображения Британской Колумбии. Она также широко используется Геологической службой США и Бюро переписи населения США.

## Теоретические основы
Введём следующие обозначения:
{\displaystyle \phi _{0},\lambda _{0}} — широта и долгота точки, которая служит началом координат в декартовой системе проекции;

{\displaystyle \phi ,\lambda } — широта и долгота точки на поверхности Земли;

{\displaystyle x,y} — декартовы координаты той же точки на проекции.

{\displaystyle \phi _{1},\phi _{2}} — главные параллели;
Тогда преобразование координат будет задаваться следующими формулами:
{\displaystyle x=\rho \sin \theta ;}
{\displaystyle y=\rho _{0}-\rho \cos \theta ,}
где
{\displaystyle \rho ={\frac {1}{n}}{\sqrt {C-2n\sin \phi }};}
{\displaystyle \rho _{0}={\frac {1}{n}}{\sqrt {C-2n\sin \phi _{0}}};}
{\displaystyle \theta =n(\lambda -\lambda _{0});}
{\displaystyle C=\cos ^{2}\phi _{1}+2n\sin \phi _{1};}
{\displaystyle n={\frac {1}{2}}(\sin \phi _{1}+\sin \phi _{2}).}